# Marcelo Blessmann
Marcelo Blessmann (Porto Alegre, 9 de março de 1961) é um cavaleiro brasileiro.
Passava as férias na fazenda de seu avô, onde aprendeu a montar e, aos nove anos, seus pais o levaram para a Sociedade Hípica Porto-Alegregrense.
Aos 13 anos foi para o Rio de Janeiro e se tornou campeão brasileiro mirim. Morou na Europa e nos Estados Unidos e, em 1993, transferiu-se para São Paulo.
Participou dos Jogos Olímpicos de Los Angeles, em 1984, no qual competiu na prova de saltos individual.
Depois de encerrada a carreira de atleta, narrou algumas provas de hipismo para a televisão. É juiz de raça e ministra aulas de hipismo.